# Poszakarwa
Poszakarwa – dawny folwark i zaścianek. Obecnie część Połuszy na Litwie, w okręgu uciańskim, w rejonie ignalińskim, w gminie Ignalino.

## Historia
W czasach zaborów okolica szlachecka w gminie Łyngmiany, w powiecie święciańskim, w guberni wileńskiej Imperium Rosyjskiego. W 1905 roku liczyła 29 mieszkańców, 98 dziesięcin. Należała do Żebrowskich i Pauksztów.
W dwudziestoleciu międzywojennym zaścianek i folwark leżały w Polsce, w województwie wileńskim, w powiecie święciańskim, w gminie Kołtyniany.
W 1931:
- folwark w 1 domu zamieszkiwało 15 osób[2].
- zaścianek w 3 domach zamieszkiwało 14 osób[2].

Miejscowość należała do parafii rzymskokatolickiej w Połuszy. Podlegała pod Sąd Grodzki w Święcianach i Okręgowy w Wilnie; właściwy urząd pocztowy mieścił się w Ignalinie.